# Rentamt Burghausen

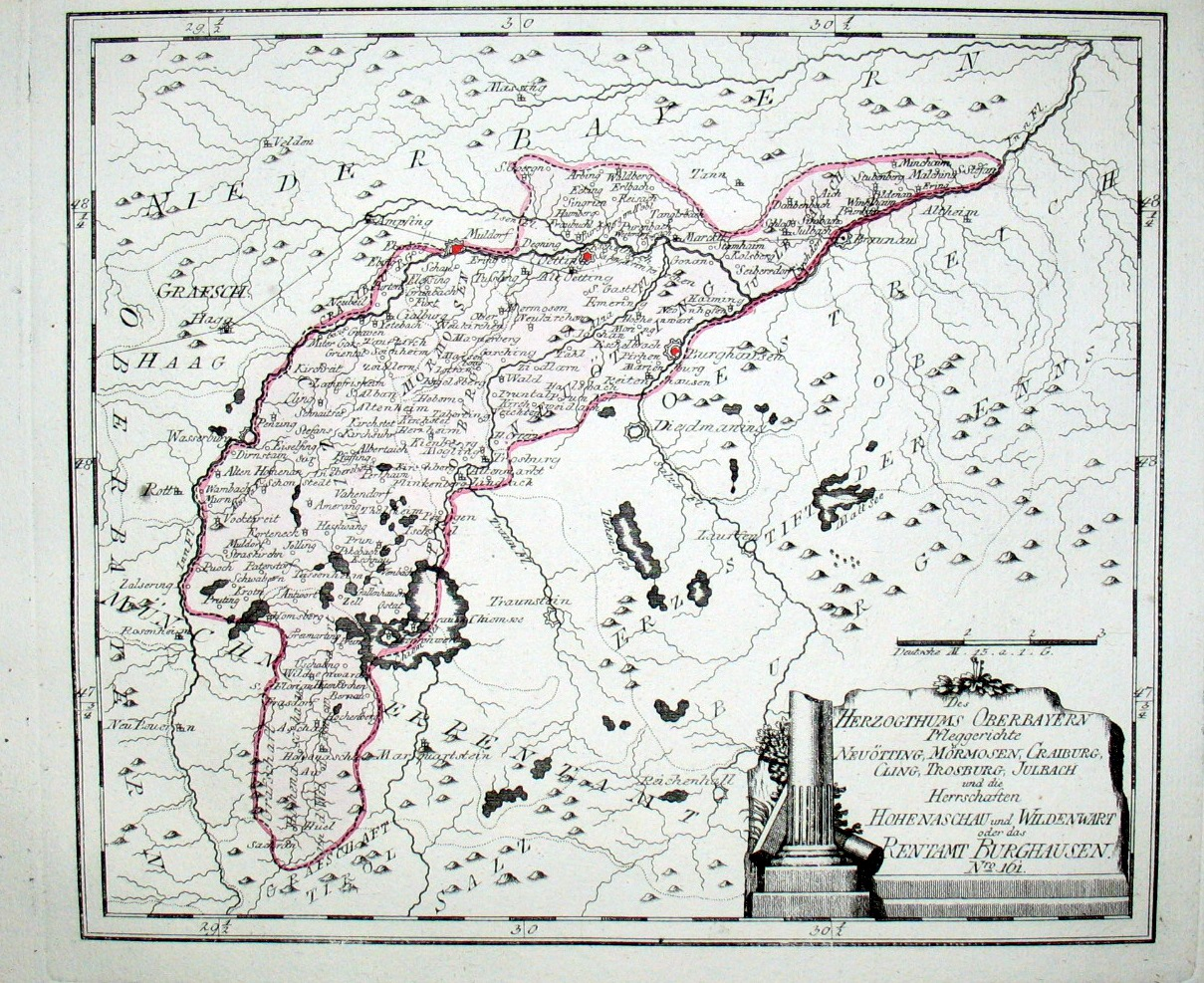
Franz Johann Joseph von Reilly: Des Herzogthums Oberbayern ... Rentamt Burghausen (1792)

Das Rentamt Burghausen mit Sitz auf der Burg zu Burghausen war zwischen 1507 und 1802 ein Rentamt des Herzogtums, später des Kurfürstentums Bayern. Gemeinsam mit München bildete es das „Oberland“. Das Vitztumsamt Burghausen bestand bereits mindestens seit 1392.
Zwischen 1802 und 1919 war Rentamt Burghausen der Name der örtlichen Finanzbehörde und damit Vorläufer des heutigen Finanzamts.

## Geschichte
Bereits seit dem 13. Jahrhundert amtierten im Herzogtum Bayern Vitztume (vom lateinischen vicedominus), die die Rechte des Herzogs in Teilen des Landes wahrnahmen, in denen der Herzog nicht dauerhaft präsent war. Da die Aufgaben dieser Viztume im Laufe der Zeit immer weiter zunahmen, bekamen diese Rentmeister als unterstützende Beamte zugeordnet. Da diese u. a. das Finanzwesen der herzoglichen Landgerichte und anderer Unterbehörden kontrollierten und mit diesen Aufgaben zunehmend bedeutender wurden als die Viztume selbst, wurden die Viztumämter um 1500 als Rentämter oder Rentmeisterämter bezeichnet.
Der älteste überlieferte Nachweis eines Vitzedoms in Burghausen stammt vom 7. September 1392. Dieses Datum gilt heute als die Geburtsstunde des Vitztumsamtes Burghausen. Die ersten Jahrzehnte des Bestehens sind schlecht dokumentiert – für 1392 als Gründungsjahr spricht die Tatsache, dass in diesem Jahr (nach dem Tode Herzog Stephans II.) eine Landesteilung in Bayern-Ingolstadt, Bayern-München und Bayern-Landshut stattgefunden hat. Im Zuge dessen wurde auch die Verwaltung neu organisiert.
Nach der Wiedervereinigung Bayerns durch den Ausgang des Landshuter Erbfolgekrieges wurde das Herzogtum um 1507 durch eine Verwaltungsreform neu geordnet. In Burghausen wurde dabei – wie auch in Landshut und Straubing – eine Regierung eingerichtet. Diese Kollegialbehörde hatte weitgehende administrative, juristische und finanzielle Befugnisse im ihr anvertrauten Amtsbezirk. Ihre bedeutendste Aufgabe erfüllte sie, wenn sie als Hofgericht zusammentrat. Dieses bildete die zweite Instanz für Verfahren vor den untergeordneten Land- und Pfleggerichten und die erste Instanz für Personen mit privilegiertem Gerichtsstand (also insbesondere Adel und Klerus). Die Mitglieder der Regierung (die Regierungsräte) verteilten sich auf die Ritterbank (für Adelige) und die Gelehrtenbank (für studierte Juristen). An der Spitze der Regierung stand als Vertreter des Herzogs der Viztum, der in Burghausen bis ca. 1625 als Hauptmann bezeichnet wurde und der Ritterbank angehörte. Der Gelehrtenbank stand der Kanzler vor, der für die Schriftverwaltung zuständig war. Der bedeutendste Beamte der Regierung war allerdings der Rentmeister. Dieser beaufsichtigte die der Regierung unterstehenden Behörden. Wichtigstes Instrument dazu waren regelmäßige Inspektionsreisen, die sogenannten Rentmeisterumritte. Außerdem übte er die Viztumwändel aus, durch die Leibstrafen in Geldstrafen umgewandelt werden konnten. Daneben gehörten der Regierung noch der Rentschreiber (Stellvertreter des Rentmeisters), der Hofkastner (zuständig für die herzoglichen Güter) sowie der Mautner und der Forstmeister an.
Ihren Sitz hatte die Regierung zunächst auf der Burg zu Burghausen, bevor sie später in ihr eigenes Gebäude am Stadtplatz zog, das heute als Stadtsaal benutzt wird.
Im Zuge der Reformen des Ministers Maximilian von Montgelas wurden die Rentämter 1802 aufgelöst. Die Gebiete Ober- und Niederbayerns wurden dabei der neugeschaffenen Generallandesdirektion München unterstellt. Seit 1779 war Burghausen schon Grenzstadt zwischen Kurpfalzbaiern und Österreich werden würde. Als Bayern 1808 in Kreise (die Vorläufer der späteren Regierungsbezirke) aufgeteilt wurde, kam die Stadt Burghausen zunächst zum Salzachkreis, bis die Zahl der Kreise vermindert und der Rest des Salzachkreises 1817 mit dem Isarkreis vereinigt wurde, der 1838 in Kreis Oberbayern umbenannt wurde.
Daneben existierte auch weiter ein Rentamt Burghausen. Dabei handelte es sich allerdings um eine nur noch für das Gebiet des gleichnamigen Landgerichts zuständige Unterbehörde der Finanzverwaltung. Mit dem alten Rentamt hat sie also im Wesentlichen nur den Namen gemein.
Der Verein „Herzogstadt Burghausen“ feiert seit 1969 das „Rentamtsfest“ („Burgfest“) in Erinnerung an die Zeit, in denen das Land diesseits und jenseits von Salzach und Inn zum Rentamt Burghausen gehörte.

## Gliederung
Zum Rentamt Burghausen gehörten neben dem eigenen Stadtgericht die Gerichte Julbach, Kling, Kraiburg, Mörmoosen, Neuötting, Trostberg, Braunau, Friedburg, Mattighofen, Mauerkirchen, Ried im Innkreis, Schärding, Uttendorf und Wildshut an.
Durch den Frieden von Teschen von 1779 verlor das Rentamt Burghausen das Innviertel und damit etwa die Hälfte seines Gebiets. Um dies auszugleichen, erhielt es im Zuge der Aufteilung des Rentamtes Landshut die Landgerichte Eggenfelden, Griesbach, Hals, Neumarkt, Pfarrkirchen und Vilshofen, außerdem wurde es um die bisher zum Rentamt München gehörenden Gerichte Marquartstein, Reichenhall und Traunstein erweitert. Nach der Wiedergründung des Rentamtes Landshut 1784 musste es an dieses die Gerichte Eggenfelden, Neumarkt und Pfarrkirchen zurückgeben.

## Viztume und Rentmeister
| Name                                               | Amtszeit  |
| -------------------------------------------------- | --------- |
| Wilhelm von Frauenberg                             | 1487–1508 |
| Kuno von Walprunn                                  | 1509–1517 |
| Wolf von Puchberg                                  | 1517–1522 |
| Alban von Closen                                   | 1522–1525 |
| Wolfgang von Schellenberg                          | 1525–1530 |
| Hans Rorbach                                       | 1530–1533 |
| Sigmund von Pfeffenhausen                          | 1533–1541 |
| Wolf von Maxlrain                                  | 1541–1561 |
| Hans von Trenbach                                  | 1562–1567 |
| Wiguleus Zenger                                    | 1567–1580 |
| Wolf Wilhelm von Maxlrain                          | 1581–1595 |
| Rudolf zu Sulz                                     | 1596–1598 |
| Wolf Sebastian Höhenkircher                        | 1597–1598 |
| Christoph Neuburger                                | 1598–1599 |
| Johann Joachim Fugger von Kirchberg und Weißenhorn | 1599–1624 |
| Graf Georg IV. zu Ortenburg                        | 1625–1627 |
| Rudolph von Donrsperg                              | 1628–1640 |
| Ferdinand Lorenz von Wartenberg                    | 1641–1649 |
| Viktor Adam von Seyboltstorff                      | 1649–1657 |
| Johann Maximilian von Preysing                     | 1657–1666 |
| Albrecht Wilhelm Lösch                             | 1666      |
| Franz von Neuhaus                                  | 1666–1677 |
| Johann Ferdinand Albrecht von Orth                 | 1677–1683 |
| Timon Viktor von Weichs                            | 1683–1686 |
| Johann Wolf von Taufkirchen                        | 1687–1698 |
| Johann Joseph Wiguleus von Weichs                  | 1698–1718 |
| Joseph Herwarth von Hohenburg                      | 1706–1715 |
| Joseph Franz Xaver von Seyboltstorff               | 1718–1720 |
| Franz Joseph Ignaz von Taufkirchen                 | 1720–1726 |
| Karl Adam Felix von Freyberg                       | 1726–1736 |
| Adam Johann Joseph Anton von Taufkirchen           | 1736–1758 |
| Karl Maximilian Albert von Taufkirchen             | 1758–1780 |
| Johann Nepomuk von Dachsperg                       | 1779–1784 |
| Karl von Berchem                                   | 1784–1799 |
| Maximilian von Berchem                             | 1799–1802 |

| Name                                         | Amtszeit  |
| -------------------------------------------- | --------- |
| Heinrich Seiberstorffer                      | 1521–1529 |
| Hans Suntheimer                              | 1530–1541 |
| Kaspar Offenhaimer                           | 1541–1545 |
| Christoph Frennkinger                        | 1546–1560 |
| Christoph Kneittinger                        | 1560–1564 |
| Leonhard Simon Eck                           | 1564–1575 |
| Wolf Stockhamer                              | 1576–1588 |
| Johann Franz Reichwein                       | 1589–1596 |
| Hans Prew                                    | 1597–1604 |
| Phillip Eichenhauser von und zu Eichenhausen | 1604–1626 |
| Hans Georg Prew                              | 1626–1629 |
| Hans Sigmund von Thumbperg                   | 1629–1658 |
| Hans Wilhelm Scharffeder                     | 1659–1669 |
| Maximilian Ernst von Gözengrien              | 1669–1683 |
| Adam Ludwig Plank von Plankenberg            | 1683–1697 |
| Dominicus Karl von Widnman                   | 1697–1706 |
| Johann Michael von Reichwein                 | 1706–1708 |
| Dominicus Karl von Widnman                   | 1708–1714 |
| Johann Michael von Reichwein                 | 1715–1728 |
| Johann Joseph Viktor Harscher                | 1728–1729 |
| Maximilian Franz von Berchem                 | 1730–1771 |
| Karl von Berchem                             | 1771–1777 |
| Franz Ferdinand von Prielmayr                | 1777–1787 |
| Joseph von Armansperg                        | 1780–1785 |
| Franz von Armansperg                         | 1786–1787 |
| Maximilian von Berchem                       | 1787–1799 |